# Isherwoodsystemet

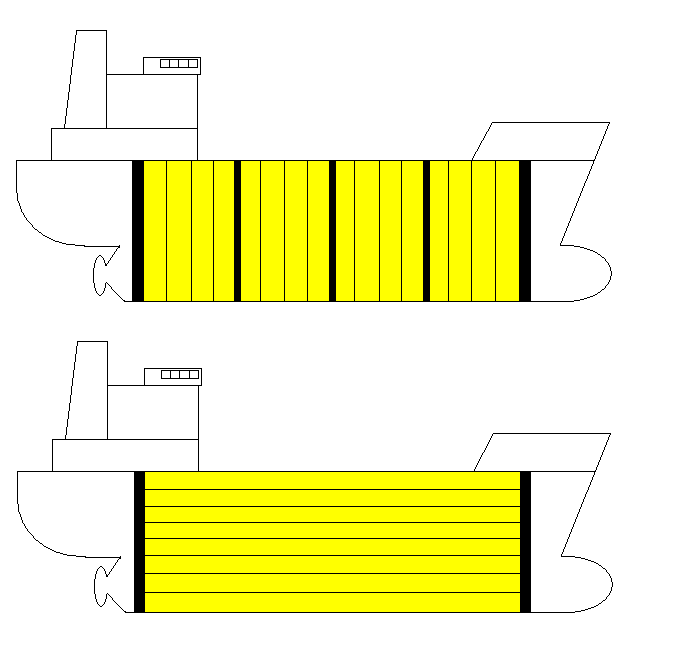
Jämförelse mellan ett tvärsnitt hos ett fartyg med tvärskeppsspant och ett med längsgående spant enligt Isherwoodsystemet.

Isherwoodsystemet är ett system för skeppsbyggeri, som karaktäriseras av att tvärskeppsspanten och balkarna ersatts av tätt placerade långskepps gående spant och balkar, vilka ofta förbundits med knäplåtar. Tvärskeppsstyrkan åstadkoms, förutom av skotten, genom på större avstånd, 3-4 meter placerade webspant. Genom Isherwoodsystemet stärktes fartygsskorvets motståndsförmåga mot buckling och ökas även i övrigt långskeppsstyrkan, men konstruktionens vikt minskas samtidigt. Isherwood kom tidigt att introduceras för tankfartyg. Fartygets ändar fortsatte dock ofta att tillverkas enligt traditionellt tvärskeppssystem. Senare kom även långskeppsspantens knäplåtar att tas bort från konstruktionen.